# Nerea Calvillo
Nerea Calvillo González (Madrid, 7 de marzo de mediados de los años 70) es una arquitecta española que investiga la intersección entre la arquitectura, la ciencia y la tecnología, además de estudios feministas, nuevos materiales y ecología política urbana. Especializada en la investigación de la representación visual del aire en la atmósfera, construye diagramas gráficos para la visualización de agentes microscópicos invisibles en el aire e incidir en la mejora de la calidad del aire. Este proyecto es denominado In the Air.En el año 2023, La universidad de Columbia de New York publicó su libro Aerópolis Queering Air in Toxicpolluted Worlds.

## Formación
Estudió arquitectura en la Escuela Técnica Superior de Arquitectura de Madrid  (ETSAM) de la que se doctoró en el año 2014 con la tesis "Sensing Aeropolis". Con una beca de postgrado estudió en el Reino Unido en la Goldsmiths University of London. Obtuvo la Poiesis Fellowship de la Universidad de Nueva York. Con la beca Fulbright estudió en Nueva York graduándose en MsArchAAD en Columbia University de Nueva York. Con una beca Erasmus estudió en el Instituto Universitario di Architettura di Venezia. 

## Desarrollo profesional
Creó el estudio C+Arquitectas en el año 2004, después de trabajar en varias firmas de arquitectura internacionales como NO.MAD Madrid, y  Foreign Office Architects (F.O.A.), Londres.
Haciendo un amplio uso de las nuevas tecnologías como herramientas habituales de trabajo, C+arquitectas se ha encargado del diseño de numerosos espacios destinados a la exposición de arte contemporáneo entre ellos la Laboral Centro de Arte en Gijón, el Museo de Arte Contemporáneo de Santiago de Chile, la Sala Principal de Tabacalera del Ministerio de Cultura en Madrid o diversas sedes del Instituto Cervantes (España, Serbia, etc). Asimismo, sus proyectos de arquitectura le han valido el reconocimiento de premios como el EUROPAN o el haber formado parte en 2007 de la selección de prácticas emergentes de FreshMadrid.
En el año 2012 presenta el proyecto académico internacional TEDxMadrid con la ponencia  "El aire de Madrid".
En 2013 C+Arquitectas fue seleccionada para FRESHLATINO 2, una selección de oficinas de arquitectura iberoamericanas comisariada por los arquitectos Ariadna Cantís y Andrés Jaque, presentando la exposición de las obras en el Instituto Cervantes de Madrid. Desde 2013 trabaja como investigadora en el proyecto de investigación financiado por ESRC Citizen Sense en el departamento de sociología de Goldsmiths University of London.
Ha ejercido la enseñanza en la Universidad de Alicante de 2010 a 2014 y en la Universidad Europea de Madrid.
Desde 2015 forma parte del centro de investigación  Centre for Interdisciplinary Methodologies University of Warwick Reino Unido y en la escuela de arquitectura Architectural Association AA London. Además ha sido profesora invitada en la Graduate School of Design de Harvard University y en la GSAPP de Columbia University en Nueva York durante varios años.
Ha sido directora de la línea de trabajo dedicada a pantallas urbanas Media(nera)Lab en Medialab-Prado en Madrid y co-comisaria del Media Facades Festival Europe en 2010 y del proyecto Connecting Cities Network, 2007-2013. Connecting Cities es una red de instituciones europeas que propone el uso de fachadas digitales y grandes pantallas para la circulación e intercambio de contenidos culturales y artísticos de la Union Europea.
Ha sido invitada a participar en la I p IAA de la Universidad de Warwick y el Economic and Social Research Council (Reino Unido).
En el T Magazine Spain del New York Times, Nerea Calvillo es una de los  "Influyentes 17. Quien manda aqui. Los que han marcado el diseño de interiores, la arquitectura y el estilo de vida de 2017. Quédate con ellos." 
En el año 2018, en El País Retina,/2#,  se publicó un extenso artículo titulado "Nerea Calvillo, La mujer que juega con el viento", un grito al cambio climático y la calidad del aire.

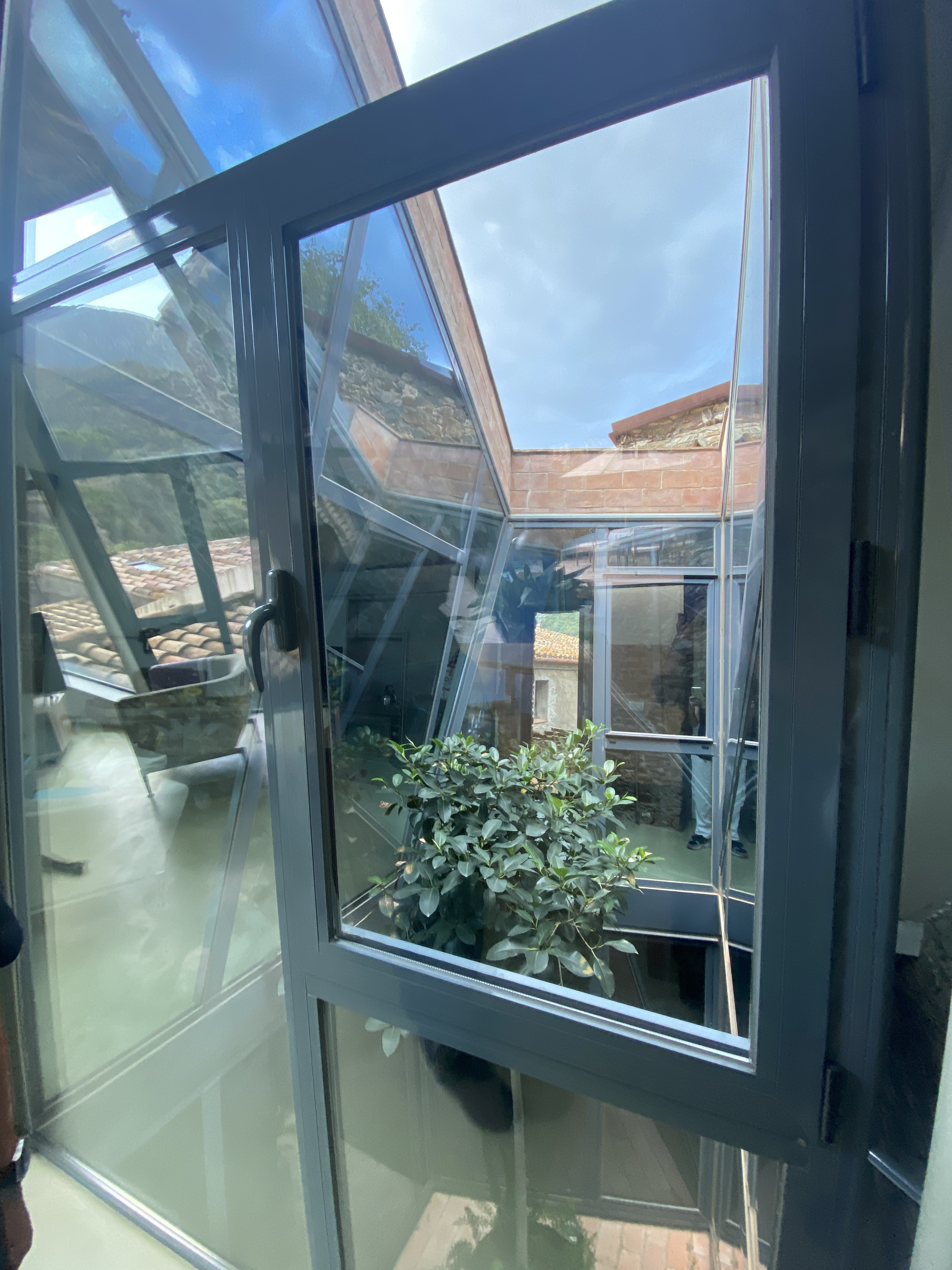
Casa periscopio en Gerona, España

En el año 2019, expuso su obra en Matadero Madrid  en la segunda edición de Tentacular, Festival de Tecnologías Críticas y Aventuras Digitales.
El 5 de noviembre de 2019, en El País, se publicó  un vídeo-entrevista titulada "La mujer que convierte la contaminación en una obra de arte"
En noviembre del mismo año 2019, participó y presentó su obra en Eco-Visionaries en la Royal Academy de Londres.
En febrero de 2020 el País Semanal publicó un artículo sobre una intervención en el patrimonio de montaña de Gerona sin desvirtuarlo; una construcción sin ventanas la convierten en luz, mediante el uso de planos inclinados de vidrio e introducen el paisaje en el interior.
En el año 2021, expuso su obra en la Bienal de Shanghái comisariada por Andrés Jaque con el título Cuerpos de agua.
La Universidad de Columbia de New York  en el año 2023 le publicó a Calvillo el libro titulado Aeropolis - Queering Air in Toxicpolluted Worlds. 

## Premios
En el año  2024 obtuvo el premio DigitalFUTURES Spanish Award

## Enseñanza
Es Reader en el Centre for Interdisciplinary Methodologies, en la Universidad de Warwick, Inglaterra y  associate professor at Columbia University’s Graduate School of Architecture, Planning, and Preservation.